# Laborant
En laborant (også kaldet laboratorieassistent eller biotekniker) arbejder i forskningslaboratorier i lægemiddel-, bioteknologi- og levnedsmiddelindustrien samt på sygehuse, sygehusapoteker, i den kemiske industri og i miljøsektoren.

## Laborantens erhverv
Laborantens hovedopgave er at tage forskellige laboratorieprøver af f.eks. fødevarer, kosmetik, lægemidler og grundvand for derefter at kontrollere og analysere dem. På sygehusapotekerne arbejder laboranter med produktion af medicin under ledelse af en farmaceut. Nogle laboranter er endvidere ansat i lægepraksis som sekretærer. Disse laboranter benævnes praksislaboranter.

## Laborantuddannelsen
Den 2½-årige uddannelse til laborant er en kort videregående uddannelse (KVU), der hedder erhvervsakademiuddannelse (AK) inden for laboratorieområdet og fører frem til titlen laborant AK. Uddannelsen består af et hovedforløb og et specialeforløb og er SU-berettiget.
Hovedforløbet varer halvandet år og foregår på en af de ni laborantskoler i landet. På laborantskolen undervises der i kemi, matematik, arbejdsmiljø, kvalitetsstyring, it, kommunikation, laboratorieteknik, apparatteknik, analysemetoder, mikrobiologi og bioteknologi.
Specialeforløbet varer et år og finder sted som en praktik i en virksomhed, hvor den studerende får en månedlig praktikløn på ca. 12-15.000 kr (højere, hvis praktikanten er 25 år eller derover). Under specialeforløbet (virksomhedsuddannelsen) udarbejdes et skriftligt projekt, som skal forsvares mundtligt ved den afsluttende eksamen.
Betegnelsen for laborant på engelsk er Academy Profession (AP) graduate in Chemical and Biotechnical Science tidliger anvendes også Laboratory Technician, Laboratory Technologist. Navnet på selve erhvervsakademiuddannelsen (AK) inden for laboratorieområdet er Academy Profession (AP) Degree in Chemical and Biotechnical Science.

## Videreuddannelse

### Professionsbachelor
Der er en videreuddannelsesmulighed med henblik på at blive professionsbachelor (PBA) på 1½ år i laboratorie-, fødevare- og procesteknologi. Uddannelsen er en overbygningsuddannelse, der kvalificerer sig til at varetage tværfaglige opgaver i fødevare- og medicinalbranchen. Der specialiseres i enten laboratorie-, fødevare- eller procesteknologi. Overbygningsuddannelsen findes også i en deltidsudgave som diplomuddannelse.
Man har mulighed for at give uddannelsen en international profil ved at tage et praktikophold i en udenlandsk virksomhed.
Som færdiguddannet kan man arbejde i bl.a. fødevarevirksomheder og medicinalfabrikker med fx projektstyring, udvikling og kvalitetssikring.

### Kandidatuddannelse
Professionsbacheloren i laboratorie-, fødevare- og procesteknologi giver direkte adgang til en kandidatuddannelse i produktion med specialisering i produktionssystemer. Dette er en 2-årig kandidatuddannelse, som læses på Aalborg Universitet.  Under hele uddannelsen bliver man opfordret til at arbejde sammen med erhvervslivet som en del af projektarbejdet, hvor man i projektgrupper finder løsninger på udfordringer i relation til produktion. Alle projekterne tager udgangspunkt i problemstillinger fra det virkelige liv og er tilrettelagt sådan, at man hele tiden udfordres til at tænke kreativt og innovativt for at finde brugbare løsninger. Kandidatuddannelsen giver ret til betegnelsen Cand.tech. i produktion. Den engelske betegnelse er Master of Science (MSc) in Technology (Production).

## Laboranternes fagforening
Laboranter er samlet i fagforeningen Dansk Laborant-Forening, som hører under HK.

## Autorisation som bioanalytiker
I kraft af sin uddannelse har en laborant, der har været ansat på en mikrobiologisk afdeling i mindst 3 år, ret til gennem Bioanalytikerloven at få selvstændig autorisation fra Sundhedsstyrelsen til at virke som bioanalytiker. Disse autoriserede laboranter er samlet i fagforeningen Danske Bioanalytikere.

## Eksterne kilder og henvisninger
- UddannelsesGuidens information om uddannelsen som laborant Arkiveret 28. september 2007 hos  Wayback Machine
- UddannelsesGuidens information om arbejdet som laborant (laboratorieassistent) Arkiveret 12. september 2007 hos  Wayback Machine
- UddannelsesGuidens information om arbejdet som laboratorietekniker (biotekniker) Arkiveret 12. september 2007 hos  Wayback Machine
- Dansk Laborant-Forening Arkiveret 11. august 2007 hos  Wayback Machine
- Undervisningsministeriets bekendtgørelse af 18. juni 2007 om laborantuddannelsen
- CVU Øresund Laborantskolen – University College Øresund, Faculty of Laboratory Sciences Arkiveret 22. december 2007 hos  Wayback Machine
- Kold College, Erhvervsakademiet – College of Food and Technology Arkiveret 4. marts 2016 hos  Wayback Machine
- Erhvervsakademi MidtVest Arkiveret 19. marts 2008 hos  Wayback Machine
- Erhvervsakademi Roskilde – Roskilde Academy of Professional Education Arkiveret 22. december 2007 hos  Wayback Machine
- Erhvervsakademi Vest – Business Academy West Arkiveret 10. oktober 2007 hos  Wayback Machine
- Erhvervsakademiet Aarhus Arkiveret 16. april 2008 hos  Wayback Machine
- Selandia CEU – Erhvervsakademiet Arkiveret 11. december 2007 hos  Wayback Machine
- Nordjyllands Erhvervsakademi Arkiveret 3. januar 2008 hos  Wayback Machine
- https://www.aau.dk/uddannelser/kandidat/produktion